# 鉄 (アルバム)
『鉄』（てつ）は、撃鉄の2枚目のミニアルバム。2011年11月9日に発売。

## 解説
- 「P.S.」にはMVが存在する。美しい女ゾンビに咬まれたメンバーが、ゾンビ化しながらも普段通りにライブを行うというストーリーとなっており、撃鉄のマネージャーである劔樹人の他、鹿野淳やART-SCHOOLの木下理樹らがゾンビ化した観客として出演している。

## 収録曲
1. P.S. (3:35)
作詞：天野ジョージ、森岡義裕、田代タツヤ、近藤駿　作曲：森岡義裕
2. カンチガイ (2:36)
作詞：天野ジョージ、森岡義裕　作曲: 森岡義裕
3. 珍曲 (2:58)
作詞・作曲：森岡義裕
4. 上海 (3:57)
作詞：天野ジョージ　作曲：森岡義裕
5. でたらめな夜 (5:41)
作詞：天野ジョージ　作曲：森岡義裕
6. セミ (3:42)
作詞：天野ジョージ、森岡義裕、田代タツヤ、近藤駿　作曲：森岡義裕